# Bombus impetuosus
Bombus impetuosus (saknar svenskt namn) är en insekt i överfamiljen bin (Apoidea) och släktet humlor (Bombus) som lever i Centralasien.

## Beskrivning
Bombus impetuosus är en liten humla med medellång tunga; drottningen är 13 till 14 mm lång, arbetarna 9 till 13 mm och hanarna 10 till 13 mm. Huvudet är gråvitt eller gult med svarta hår inblandade, mellankroppen har samma färg, men med ett svart tvärband mellan vingfästena. Mellankroppens sidor har dock ingen inblandning av svarta hår. Den främsta tergiten är alltid gråvit eller gul; den andra kan också vara gul (men inte gråvit), men kan även vara svart på sidorna och baktill. Resten av bakkroppen är orange utom bakkroppsspetsen, som är vitaktig. Hanen påminner om honorna, men har oftare gult i stället för gråvitt. Vingarna är ljusbruna.

## Ekologi
Humlan besöker blommor från ett flertal familjer: amaryllisväxter, korgblommiga växter som tistlar, Bignoniaceae, väddväxter, gentianaväxter, kransblommiga växter som salvior, sugor, syskor och frossörter, ranunkelväxter som stormhattar och riddarsporrar, snyltrotsväxter som spiror, ärtväxter, verbenaväxter samt vänderotssläktet som nardusörter. Den är vanlig i bergen och på högslätter på höjder mellan 900 och 4 400 m. Flygperioden varar från maj till slutet av september.

## Utbredning
Bombus impetuosus finns från östra Tibet till de sydkinesiska provinserna Ningxia, Qinghai, Gansu, Sichuan, Yunnan och Guizhou. Den har också påträffats i Vietnam.